# Ridöolyckan
Ridöolyckan inträffade den 28 januari 2006 och var den första dödsolyckan som inträffat inom organiserad långfärdsskridskoåkning i Sverige. I en grupp med 15 långfärdsskridskoåkare från Stockholms Skridskoseglarklubb (SSSK) gick 14 personer genom isen i Mälaren, i sundet mellan Ridön och Enhörnalandet. Räddningsoperationen var mycket komplicerad eftersom isen var svag i ett stort område. Det dröjde 50 minuter innan den siste blev uppdragen. Två personer avled och en person skadades allvarligt, i samtliga fall av nedkylning. Den allvarligt skadade hade hjärtstillestånd i tio minuter men kunde räddas genom läkarinsats från räddningshelikopter.